# Izoinden
Izoindenul este o hidrocarbură policiclică inflamabilă cu formula chimică C9H8. Este format dintr-un nucleu de ciclohexadienă fuzionat cu un nucleu ciclopentadienă.